# Châteaulin
Châteaulin är en kommun i departementet Finistère i regionen Bretagne i västra Frankrike. Kommunen ligger i kantonen Châteaulin som tillhör arrondissementet Châteaulin. År 2022 hade Châteaulin 5 106 invånare.

## Befolkningsutveckling
Antalet invånare i kommunen Châteaulin
Referens:INSEE